# KV20
La KV20 és, possiblement, la tomba més antiga de la vall dels Reis, situada a la necròpolis de Tebes (Luxor). És la tomba del faraó de la dinastia XVIII Tuthmosis I i de la seva filla Hatshepsut. Destaca per la peculiar estructura i la curvatura en espiral descendent del passadís principal i pel fet de ser una tomba doble.
A la vall dels Reis, la nomenclatura de cada tomba individual va precedida per les sigles en anglès KV (Kings' Valley, vall dels Reis), per a distingir-les de la resta de tombes d'altres zones d'Egipte (vegeu vall dels Reis).

## Excavacions
La tomba va ser catalogada per primera vegada el 1799 per l'expedició científica que formava part de la campanya de Napoleó a Egipte. Posteriorment, el 1817, l'egiptòleg Giovanni Battista Belzoni en va deixar testimoni, però tampoc la va arribar a excavar. El 1824, l'egiptòleg anglès James Burton va intentar desenrunar-la, però no va aconseguir passar de la segona escala a causa, entre d'altres, de l'estat ruïnós de l'estructura. Entre el 1903 i el 1904, Howard Carter, mentre treballava per a Theodor Davis, va aconseguir arribar a la cambra funerària. És una tomba poc coneguda i poc excavada, en part pel perill d'esfondraments i en part per la pudor i els gasos que generen els excrements dels ratpenats que viuen a la zona.

## Descripció de la tomba

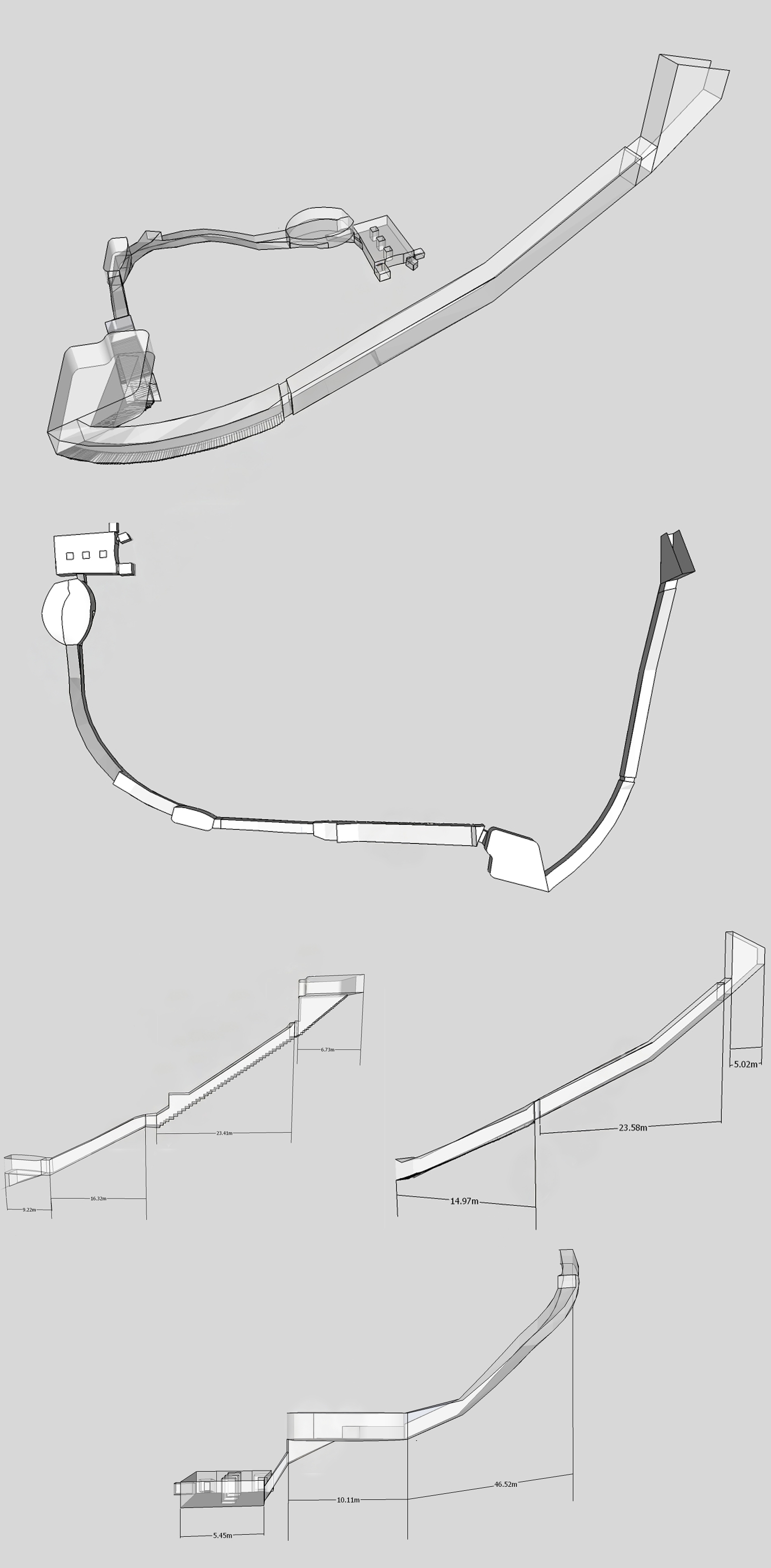
Representació isomètrica, planta i alçat de la KV20

La tomba es va excavar al peu d'un espadat, al fons del braç oriental del uadi, molt a prop de la KV19, la tomba de Ramsès Mentuherkhepeshef, un príncep fill de Ramsès IX. L'estructura de la tomba consisteix en una sèrie de corredors (o seccions d'un únic corredor) descendents que desemboquen en una curiosa cambra de forma més o menys ovalada, a partir de la qual baixa un altre passadís fins a la cambra funerària. Del fons de la cambra funerària, de forma més o menys rectangular, surten tres petits vestíbuls que acaben en tres cambres més petites, també de forma rectangular. La tomba fa uns 210 metres de llargada total i té uns 513 metres quadrats de superfície. L'estructura s'endinsa fins a uns 97 metres sota el nivell del sòl de la vall.
El primer corredor comença a l'entrada de la tomba, situada a l'est, s'endinsa en la roca en línia recta durant uns divuit metres i després comença a girar a poc a poc cap al sud fins al segon corredor; aquest segon corredor, de forma corbada, té escales a la banda esquerra, unes escales que acaben en una àrea més ampla, amb una certa forma trapezoïdal per un eixamplament de les parets o nínxols que constitueixen una petita primera cambra; allà, l'escala es desvia cap al centre i s'eixampla fins a arribar al tercer corredor, aquest altre corredor, d'estructura similar a l'anterior (amb escala a l'esquerra), continua, durant uns 22 metres, de forma recta fins a l'entrada del quart corredor; poc abans, a uns quatre metres, s'acaba l'escala.
El quart corredor, de forma irregular, s'allarga durant uns vint metres fins a una entrada o vestíbul amb nínxols als costats, arrodonits i inacabats, d'uns cinc metres de llargada; allà s'inicia el cinquè i últim passadís abans de la cambra ovalada. Aquest últim corredor, d'uns 47 metres de llarg, gira cap a l'oest uns 87º i entra a la sala ovalada des de l'est. Aquesta sala, d'uns deu metres de llargada i uns 7 i mig d'amplada, està dividida en dos nivells: l'esquerra queda uns dos metres per sobre de la banda dreta; al fons de la sala, una obertura a terra facilita l'accés al passadís que l'uneix amb la cambra funerària. La cambra funerària, d'uns onze metres i mig de llargada i uns cinc metres i mig d'amplada, té un pilar central de poc més de dos metres quadrats. Segons Carter, hi havia dos pilars més a la cambra, l'un davant i l'altre darrere del pilar que encara es manté avui dia, posats en línia amb un eix lleugerament desviat de nord a sud. Dins d'aquesta cambra, Howard Carter va trobar els dos sarcòfags dels reis, l'un d'Hatshepsut i l'altre de son pare.
A la paret del fons de la sala (nord), a la dreta de l'entrada, dues obertures a cada banda de la paret, menen a dues cambres secundàries, segurament eren magatzems on es va dipositar l'aixovar funerari dels dos faraons. A la paret de davant de l'entrada, a tocar de les dues cambres esmentades, al fons a l'esquerra, hi ha la porta que du a una tercera cambra-magatzem. Totes tres cambres tenen el sostre força baix; de totes tres, la més gran és la que queda a la dreta de la paret nord i la més petita la que queda més a l'esquerra (la tercera cambra).

### Eix Karnak -Djeser Djeseru- KV20
Existeix la teoria que, originalment, la tomba havia de connectar mitjançant un túnel amb el temple funerari d'Hatshepsut a Deir el-Bahari. Alguns egiptòlegs creuen que el temple d'Hatshepsut, anomenat Djeser Djeseru, està situat en un eix est-oest simbòlic que comença al complex de Karnak, passa per Deir el-Bahari i acaba a la tomba de la reina; d'altres descarten la teoria que existís la idea de foradar un túnel des del temple fins a la tomba per l'estructura corba de la tomba en si. És possible que l'arquitecte hagués de modificar-la a mesura que s'anava construint, a causa de la qualitat i inestabilitat de la roca.

## Hatshepsut i Tuthmosis I
Durant les excavacions que va fer a la tomba, Carter va descobrir que els sarcòfags de la cambra funerària pertanyien a Hatshepsut i el seu pare Tuthmosis I. Com que el sarcòfag de Tuthmosis havia estat tornat a decorar, Carter va creure que Tuthmosis havia estat enterrat primer a la tomba KV38 i, posteriorment, traslladat a la tomba d'Hatshepsut. Carter, a més, va trobar un únic dipòsit fundacional (una mena de "primera pedra") a pocs metres davant de l'entrada de la tomba. Els objectes trobats dins del dipòsit duien el nom d'Hatshepsut. Les investigacions posteriors de John Romer van determinar que, per l'estil, l'estructura i altres característiques de la tomba KV38, l'enterrament de Tuthmosis I en aquell hipogeu havia de ser posterior al regnat d'Hatshepsut i, per tant, la mòmia de Tuthmosis havia hagut d'anar primer a la KV20 i, després, segurament en època de Tuthmosis III, hauria estat exhumada i traslladada a la nova tomba KV38.
Tot i que habitualment es designa a Hatshepsut com a constructora de la tomba, hi ha especialistes que creuen que la tomba es va començar a construir durant el regnat de Tuthmosis I i que, a causa de la mort del faraó, no es va acabar; possiblement, només s'havia arribat a començar la sala ovalada. Posteriorment, Hatshepsut hauria ordenat acabar-la i convertir-la en una tomba doble per a ella i el seu pare. L'arquitecte encarregat de les obres va ser Ineni, que va treballar primer per a Tuthmosis i després per a la seva filla en diverses obres arquitectòniques. També es creu que, en el plantejament inicial de la tomba, la sala ovalada havia de ser la cambra funerària i que, un cop mort Tuthmosis I, quan Hatshepsut va manar continuar-ne les obres, també la va fer ampliar amb una nova cambra funerària (a sota i més enllà de l'anterior) i les tres cambres adjacents. El temple d'Hatshepsut a Deir el-Bahari també inclou una capella dedicada a Tuthmosis I.
D'Hatshepsut, no s'havien trobat més restes a la vall dels Reis que un uixebti, alguna joia de poca importància, uns vasos canopis i algun altre petit objecte, fins que es va descobrir un cofre inscrit amb el nom de la reina a l'amagatall de les mòmies reials, la tomba TT320, junt amb les mòmies de diversos faraons, reines i prínceps de les dinasties XVII, XVIII, XIX i XX el 1881. Les mòmies i altres restes i pertinences havien estat traslladades a la tomba familiar d'un summe sacerdot de la dinastia XXI. El cofret contenia el fetge o la melsa de la reina momificat. També es va trobar una dent dins del cofret; aquesta dent encaixava amb una mòmia no identificada, que semblava pertànyer a la reialesa; d'aquesta manera, es va determinar quina era la mòmia de la reina. Es tracta de la mòmia d'una dona obesa que es va trobar a la tomba KV60 el 1903, quan Carter la va excavar i que va quedar dipositada dins la tomba, sense sarcòfag, fins que segurament el 1989, Donald Ryan va netejar la tomba i va fer tancar la mòmia en un taüt de fusta. La mòmia va ser traslladada per primera vegada en temps moderns el 2007, quan es va iniciar el Projecte de les Mòmies Egípcies (Egyptian Mummy Project, nom original en anglès), encapçalat per Hawass, poc abans que l'equip d'aquest projecte identifiqués la mòmia de la reina.
Avui dia, el sarcòfag de Tuthmosis I està al Museu de les Belles Arts de Boston i el d'Hatshepsut al Museu Egipci del Caire.